# Олью-д’Агуа-Гранди
Олью-д’Агуа-Гранди (порт. Olho d'Água Grande)  —  муниципалитет в Бразилии, входит в штат Алагоас. Составная часть мезорегиона Сельскохозяйственный район штата Алагоас. Входит в экономико-статистический  микрорегион Трайпу.